# Długowieczek krzywy
Długowieczek krzywy (Hymenostylium recurvirostrum (Hedw.) Dixon) – gatunek mchu należący do rodziny płoniwowatych (Pottiaceae Schimp.). 

## Rozmieszczenie geograficzne
Występuje w Ameryce Północnej, Ameryce Centralnej, Ameryce Południowej, Europie, Azji, Afryce, wyspach atlantyckich, Australazji.

## Morfologia
GametofitŁodyżki delikatne, długości 0,5–7 cm.
SporofitSeta pojedyncza, długości przeważnie 5–9 mm, skrajnie 0,4–10 mm. Puszka zarodni ok. 0,5–0,9 mm, skrajnie do 10 mm. Perystomu brak.
ZarodnikiO średnicy od 13–17 do 20–22 μm.

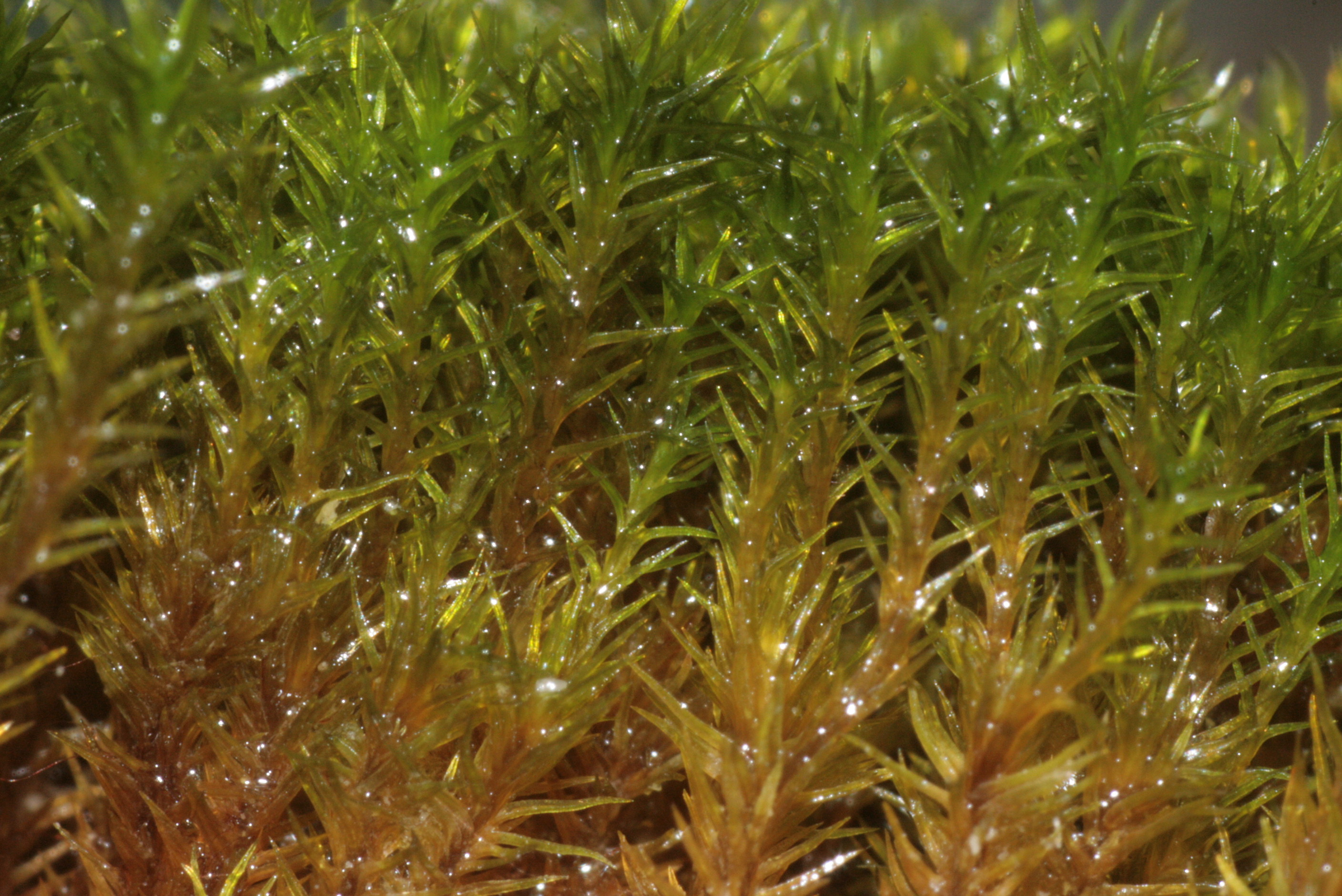
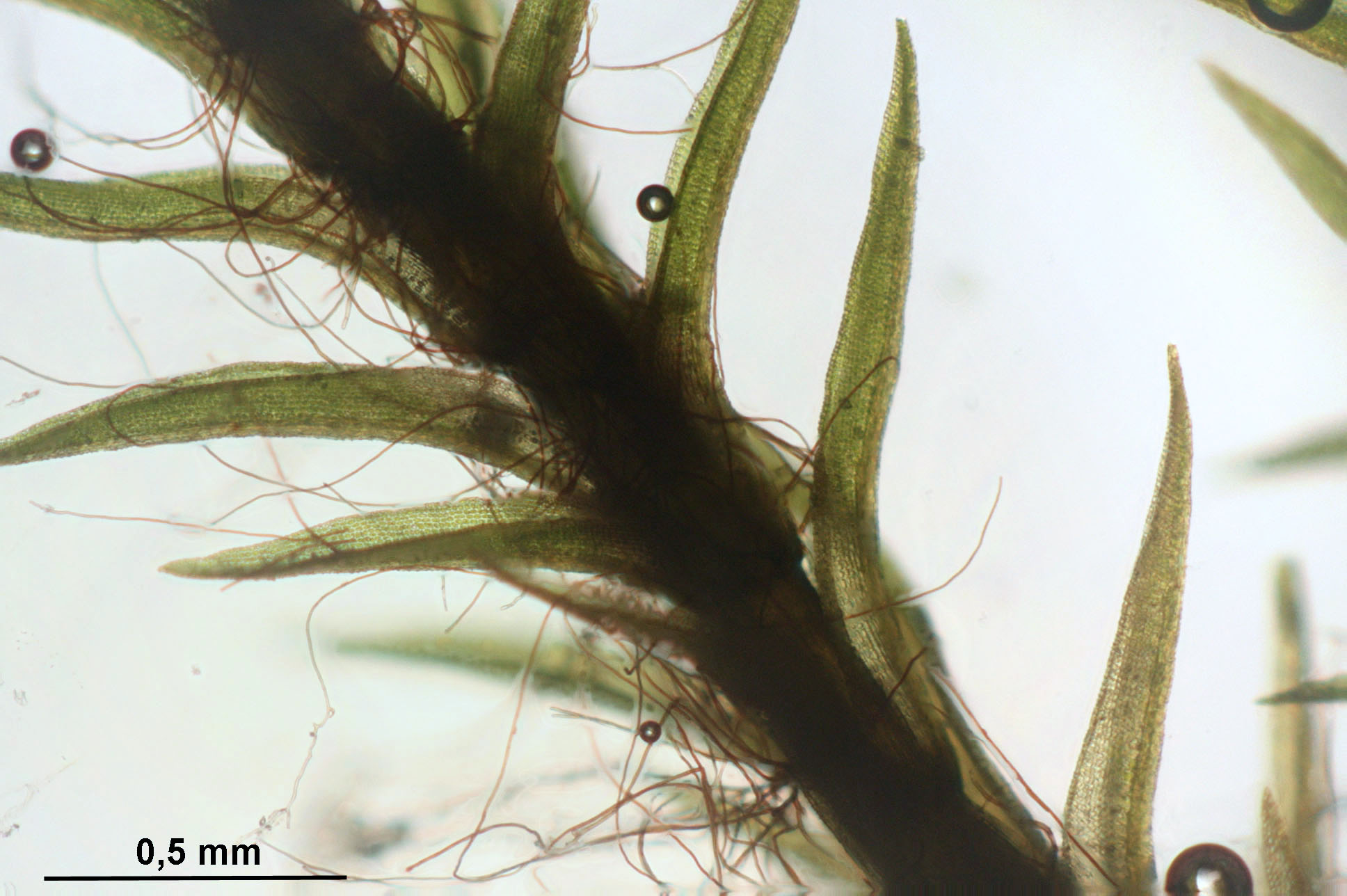
Łodyżka
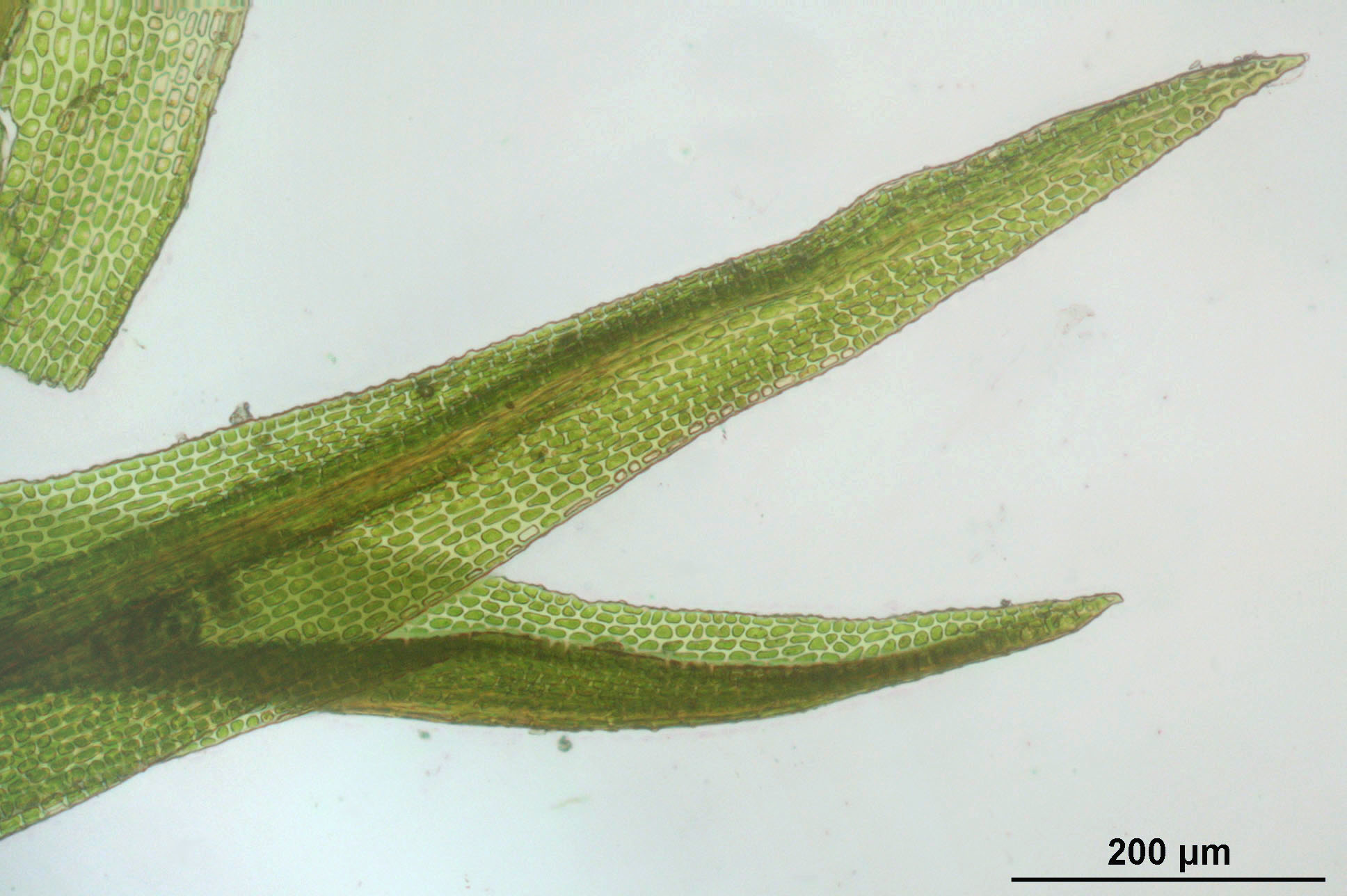
Listki

## Biologia i ekologia
Roślina kilkuletnia, dwupienna. Gatunek cienioznośny, hydrofilny i kalcyfilny. Rośnie na skałach z dużą zawartością wapnia. W Bieszczadach Zachodnich występuje do wysokości 340 m n.p.m.

## Systematyka i nazewnictwo
Synonimy: Bryum verticillatum Dicks. ex With., Cynodontium asperellum Stirt., Gymnostomum atro-viride Griff., Gymnostomum brevisetum Nees & Hornsch., Gymnostomum commutatum (Mitt.) Lorentz, Gymnostomum globosum Hornsch., Gymnostomum pomiforme Nees & Hornsch., Gymnostomum recurvirostrum Hedw., Gymnostomum xanthocarpum Hook., Hymenostylium commutatum Mitt., Hymenostylium firmum (Müll. Hal.) Broth., Pottia xanthocarpa (Hook.) Müll. Hal., Weissia commutata (Mitt.) Braithw., Zygodon firmus Müll. Hal.
Odmiany według The Plant List:
- Hymenostylium recurvirostrum var. anoectangioides (Thér.) Wijk & Margad.
- Hymenostylium recurvirostrum var. cataractarum (Schimp.) Podp.
- Hymenostylium recurvirostrum var. cylindricum (E.B. Bartram) R.H. Zander
- Hymenostylium recurvirostrum var. insigne (Dixon) E.B. Bartram

## Zagrożenia i ochrona
Gatunek uznany w polskiej części Bieszczadów za silnie zagrożony wyginięciem (kategoria zagrożenia EN, 2014 r.). Nie stwierdzono stanowisk tego gatunku w Bieszczadzkim Parku Narodowym.